# Cleidogona medialis
Cleidogona medialis är en mångfotingart som beskrevs av Shelley 1976. Cleidogona medialis ingår i släktet Cleidogona och familjen Cleidogonidae. Inga underarter finns listade i Catalogue of Life.